# Christian Kreß
Christian Kreß (* um 1632 in Meißen; † 24. September 1714) war ein hoher kursächsischer Beamter. Er war Oberamtmann des Erzgebirgischen Kreises und von 1678 bis 1714 Amtmann und damit oberster Beamter der Ämter Schwarzenberg und Crottendorf.

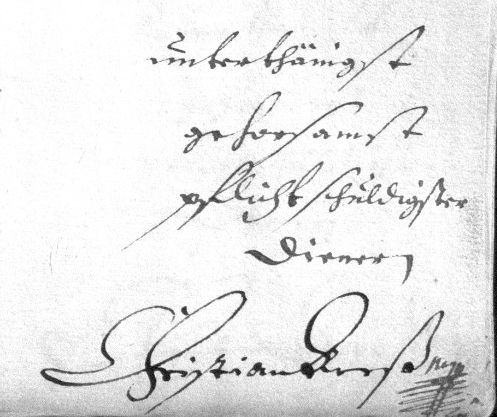
Christian Kreß’ Unterschrift in einem Bericht vom 2. Juni 1690 an den Kurfürsten

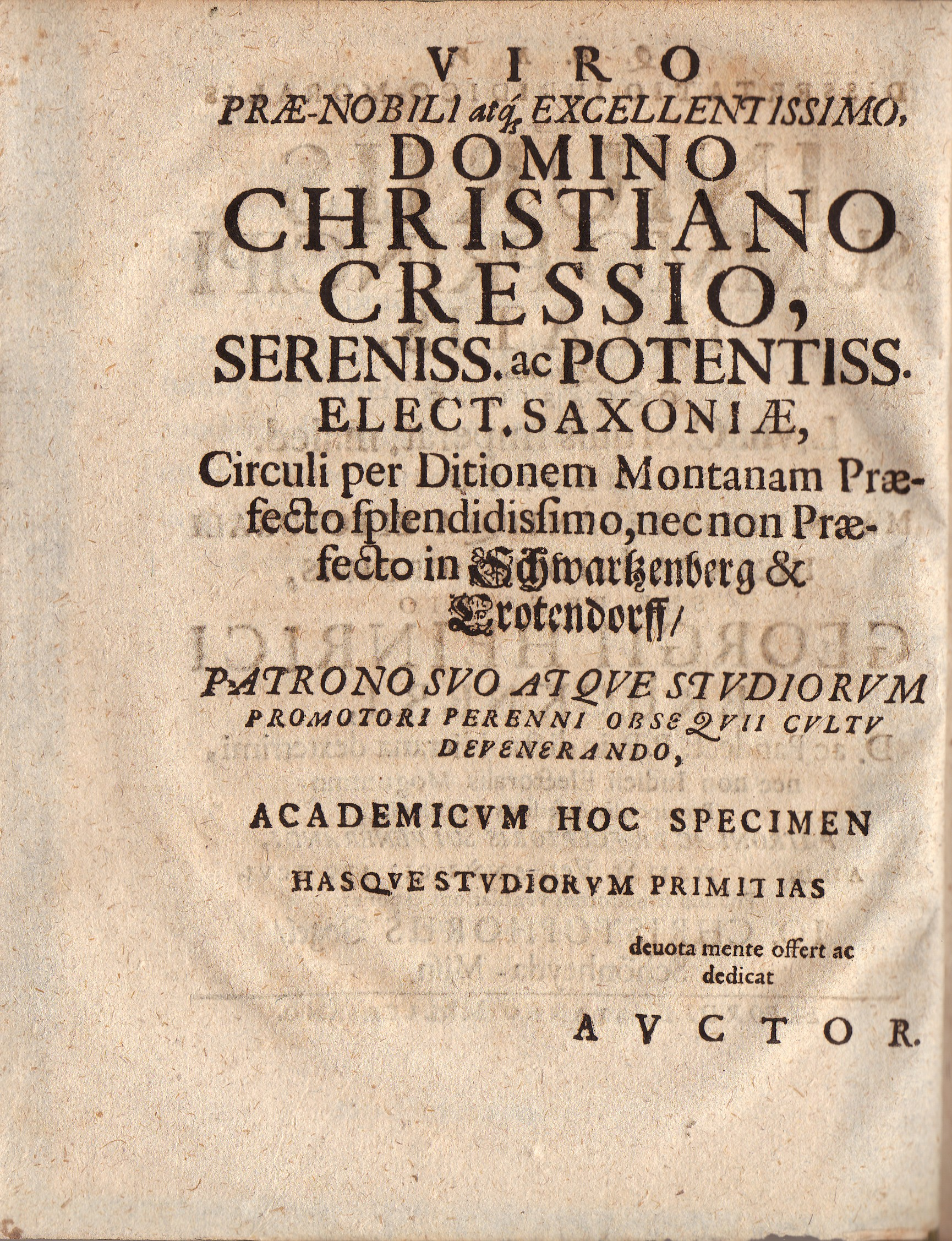
Erwähnung von Christian Kreß als Förderer einer Dissertation 1696

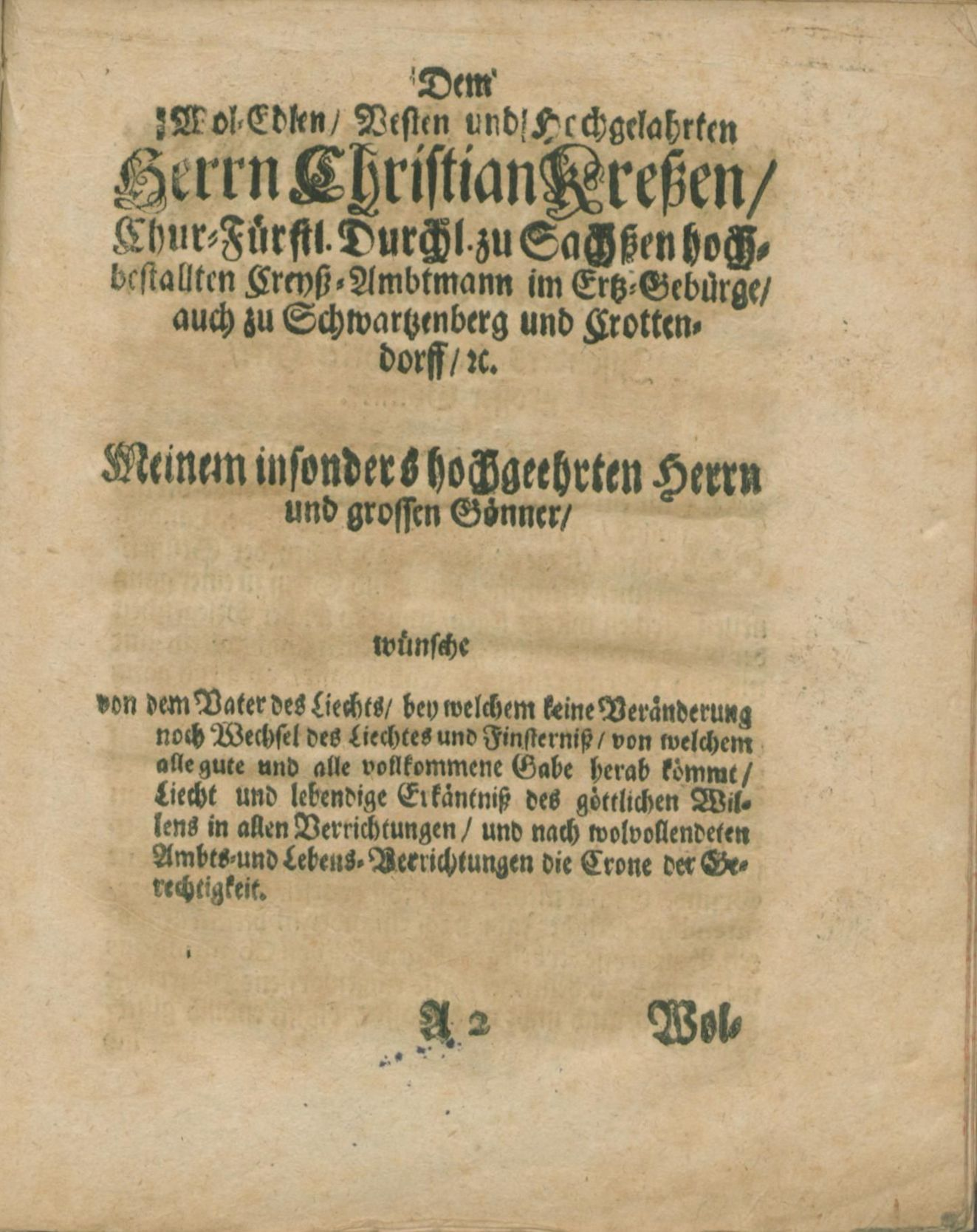
Widmungsträger der Festschrift zur Grundsteinlegung der Stützengrüner Kirche

## Leben
Der Sohn des aus Leipzig gebürtigen Magisters, Notars und späteren Rats und Stadtrichters in Meißen Georg Kreß wurde nach dem Besuch der Fürstenschule St. Afra in seiner Heimatstadt Adjunkt des Amtsvogts Johann Sebastian Weißenberg in Oschatz, der durch die Hochzeit mit seiner Tochter Susanna Dorothea 1667 sein Schwiegervater wurde. Über seine Tätigkeit als Kreisamtmann in Schwarzenberg ist bisher wenig bekannt. An ihn ist der Befehl Kurfürst Johann Georgs III. vom 3. März 1687 adressiert, in dem zur Schonung der Wälder des Kurfürsten bestimmt wurde, dass die Blech- und Stabhammerwerke in den Ämtern Schwarzenberg und Crottendorf nur noch 24 Wochen im Jahr produzieren dürfen. Er entschied am 14. Oktober 1699 in einem Rechtsstreit, in dem es um einen Kredit und dessen Rückzahlung ging. Ein Bericht über diesen Prozess bezeichnet ihn als „consultissimus dominus praefectus schwarzenbergensis“ (erfahrener Herr Präfekt von Schwarzenberg).
In der 1696 erschienenen Dissertation des ersten Pfarrers von Schönheide im Erzgebirge, Johann Christoph Vogel, wird er herausgestellt als „Circuli per Ditionem Montanam Praefecto splendissimo … in Schwartzenberg & Crotendorf“ (glänzendster Vorsteher des Gebirgskreises Schwarzenberg und Crottendorf). Christian Kreß war Förderer dieser Promotionsarbeit, was der Autor ausdrücklich erwähnt. Auch in der zweiten Promotionsschrift Johann Christoph Vogels aus dem Jahr 1709 mit dem Titel De iure et privilegio collectarum in concursibus creditorum in foro inprimis electorali saxonico wird Christian Kreß als praefectus des Circulo Aeremontano Schwarzenbergae et Crotendorfio bezeichnet und als Förderer erwähnt.
Christian Kreß nahm am 26. Januar 1697 an der Grundsteinlegung der neuen Kirche in Stützengrün teil. Die aus diesem Anlass gedruckte Festschrift wurde ihm gewidmet. Ludwig-Günther Martini widmete Christian Kreß die gedruckte Fassung seines im Jahr 1680 vor Rat und Bürgerschaft der Stadt Annaberg gehaltenen Vortrags „Frommer Obrigkrit und Unterthanen Verknuepffte Pflicht und Schuldigkeit“.
Christian Kreß war in erster Ehe mit Susanne Dorothea geb. Weißenberg (1649–1679) und in zweiter Ehe mit Juliana, der einzigen Tochter des Hammerherrn Heinrich Siegel auf Schönheiderhammer verheiratet. Um 1703 soll Kreß dieses Eisenhüttenwerk besessen haben. In Berichten über dessen Zerstörung durch einen Brand wird er als Eigentümer genannt. Christian Meltzer schreibt dazu in seiner Historia Schneebergensis Renovata von 1716:

„Anno 1703 … Den 17 Aug brandte das Hammerwerck Schönheide ab/ da denn der Schade/ so dem damahligen Besitzer desselben/ Christian Kreßen/ Creyß-Amtmann zu Schwartzenberg betroffen/ wie zu erachten/ nicht gering gewesen.“

Nach dem Schwarzenberger Stadtbrand 1709 erwarb Kreß ein Gartengrundstück neben der vom Feuer verschont gebliebenen Kirche, deren Bau er mit einem Kredit unterstützt hatte, und ließ darauf ein Bürgerhaus errichten (heute: Obere Schloßstraße 17). Das Gebäude gelangte 1812 in das Eigentum des sächsischen Fiskus und wurde nach dem neuerlichen Stadtbrand 1824 durch den Neubau eines Kriminal- und Forstamtshauses ersetzt.
Kreß wurde in der Schwarzenberger Stadtkirche beigesetzt.